# Stadio Cino e Lillo Del Duca
Stadio Cino e Lillo Del Duca je fotbalový stadion v italském městě Ascoli Piceno. Byl otevřen v roce 1962. Své domácí zápasy zde hraje tým Ascoli Calcio 1898 FC. Je pojmenován po dvou bratrech Cina a Lilla Del Duca, místních podnikatelů i zakladatelů novin a štědrých příznivců fotbalu. Také zde byly i hudební koncerty.

## Historie
Stavba stadionu začala v roce 1955 a bylo slavnostně otevřeno 12. května 1962. V té době byl stadion nazýván Delle Zeppelle, kvůli názvu ulice kde stadion stál. Bylo multifunkční, kolem hřiště se rozvinula atletická dráha, terasy se skládaly z jediného elipsovitého prstence a dvou tribun vyvýšených po delších stranách, z nichž jedna měla střechu. Severní část byla částečně vybudována využitím přirozeného svahu pozemku. Kapacita byla kolem 15 000 diváků.
V létě 1974, když klub postoupil do Serie A, prošel stadion rozšiřovacími pracemi a díky nové stavební technice založené na použití prefabrikovaných cementových konstrukcí za pouhých 100 dní. Kapacita se zvýšila na 40 000 diváků. V průběhu let se po zpřísnění bezpečnostních předpisů snížila využitelnost pro veřejnost nejprve na 34 110 (v 80. letech), poté na 28 000 (v 90. letech ), 24 058 (v srpnu 2005) a nakonec na 20 550 míst.
Po střetech mezi fanoušky z Ascoli a Interu dne 9. října 1988, byl vážně zraněn mladý Nazzareno Filippini (později o osm dní později zemřel v nemocnici), byly podniknuty kroky k oplocení tribun, aby se příště zabránilo ke střetu fanoušků. Během zimní přestávky sezony 2005/06 byla odstraněna opotřebovaná a nevyužívaná atletická dráha, na jejímž místě byl položen asfalt, který byl následně natřen černobílou barvou.
V roce 2015 statická analýza celého zařízení odhalila rizikové faktory spojené s východní tribunou, která byla proto pro veřejnost uzavřena a poté zbourána.
Západní tribuna prošla v létě 2016 kompletním rekonstrukcí vnitřních prostor (pohostinská část, tisková místnost, tunel spojující šatny s hřištěm) i vnějších, vybudováním šesti skyboxů a nová tisková oblast. Další strukturální problémy vznikly po zemětřesení v roce 2016, které poškodilo střechu západní tribuny a jižní křivku, takže oba sektory byly nepoužitelné. V listopadu 2016 byly zahájeny práce na demontáži střechy západní tribuny. Další rekonstrukce probíhali i v letech 2017 a 2018.
Město Ascoli Piceno financovala kompletní rekonstrukci východní tribuny částkou 2,5 milionu Euro, čímž se eliminovala vzdálenost od hřiště, byla vybudována nová tribuna, nazvaná Mazzone na počest Carla Mazzoneho, byla slavnostně otevřena 4. května 2019. Stará betonová jižní křivka, poslední čtyři roky nepoužitelná, byla zbourána v červnu 2020.
Reprezentace zde odehrála jedno utkání a to 3. dubna 1985 proti Portugalsku (2:0). Také Italská ragbyová reprezentace zde odehrála dva zápasy.